# Growlanser III: The Dual Darkness
Growlanser III: The Dual Darkness (グローランサーIII?, Gurōransā III) è un videogioco di ruolo pubblicato per PlayStation 2. È stato sviluppato e pubblicato in Giappone dalla Atlus nel 2001. È il terzo capitolo di una serie di videogiochi composta di sei titoli. Come tutti i titoli della serie, il character design è stato realizzato da Satoshi Urushihara.
Benché simile per certi versi al suo diretto predecessore, alcuni sensibili cambiamenti sono stati effettuati nel gameplay del gioco. In questo nuovo capitolo possono essere utilizzati quattro personaggi durante i combattimenti, invece che otto, e la maggior parte degli incantesimi più potenti richiedono la cooperazione fra più personaggi. Inoltre, gli spostamenti avvengono su una schermata, e non su una mappa con le destinazioni predefinite, e le interazioni in città sono diventate più simili a quelle della maggior parte degli altri giochi simili
Il 7 dicembre 2004, Growlanser III, insieme a Growlanser II: The Sense of Justice, è stato pubblicato come unico titolo in America del nord col nome Growlanser Generations.